# Kinkonymeer
Het Kinkonymeer (Frans: Lac Kinkony) is een zoutmeer in Madagaskar, gelegen in de regio Boeny. Het meer heeft een oppervlakte van ongeveer 100 km².